# Туве (фільм)
«Туве» (фін. Tove, швед. Tove) — шведсько-фінський художній фільм режисера Зайди Бергрот, присвячений біографії письменниці Туве Янссон. Головну роль у ньому зіграла Альма Пеусті. Прем'єра картини відбулася у 2020 році. «Туве» стала другим за розміром бюджету фільмом в історії фінського кінематографа після "Невідомого солдата " (3,4 мільйона євро). Цю стрічку висунули на Оскар від Фінляндії, але він не був номінований.

## Сюжет
Фільм розповідає про життя Туве Янссон після війни, про її романи з Вівікою Бандлер та Атосом Віртаненом, про створення мумі-тролів.

## В ролях
- Альма Пьоусті — Туве Янссон.
- Кріста Косонен — Вівіка Бандлер.
- Шанті Роні[en] — Атос Віртанен.

## Критика
Олександра Хеллер-Ніколас ("Alliance of Women Film Journalists ") назвала фільм «створеним з любов'ю портретом міжнародної ікони». Алісса Саймон («Variety») підкреслила, що «чарівний байопік» заповнює прогалину в знаннях про життя Туве Янссон. Леслі Фелперін (The Hollywood Reporter) відзначила, що для глядачів, що не живуть у країнах Північної Європи, фільм пропонує кілька сюрпризів.

## Премії та номінації
- 2021 — премія "Юссі ", десять номінацій у категоріях: «Найкращий фільм», «Найкращий режисер», «Найкраща акторка», «Найкращий актор другого плану», «Найкращий сценарій», «Найкраща операторська робота», «Найкраща робота художника- постановника», «Найкращий дизайн костюмів», «Найкращий грим», «Найкраща музика»[8]. Перемога у семи категоріях: «Найкращий фільм», «Найкращий режисер», «Найкраща актриса», «Найкраща операторська робота», «Найкраща робота художника-постановника», «Найкращий дизайн костюмів», «Найкращий грим»[9].